# ラファエル・ロモ
ラファエル・エンリケ・ロモ・ペレス（Rafael Enrique Romo Pérez, 1990年2月25日 - ）は、ベネズエラ・ポルトゥゲサ州トゥレン出身の同国代表サッカー選手。D.C. ユナイテッド所属。ポジションはゴールキーパー。

## 経歴
元ベネズエラ代表ゴールキーパーであり同郷でもあるヒルベルト・アンヘルッシの下でキャリアをスタートさせた。
2010年3月15日、SSラツィオ戦でセリエAデビューを果たしたが、結果は1-3で敗れた。
2017年7月5日、APOELニコシアからのシーズンローンでプロキシマス・リーグに昇格したKFCOベールスホット・ヴィルレイクへ加入した。
2019年9月1日、シルケボーIFに移籍した。
2022年4月27日、D.C. ユナイテッドに移籍した。

## 代表歴
ベネズエラがホスト国として迎えた2009 南米ユース選手権において活躍し、過去最高となる4位入賞を果たし2009 FIFA U-20ワールドカップへの初出場に貢献。本大会にも招集され、グループリーグを突破し決勝トーナメントへ進出する快挙を見せた。